# Alagoa Grande (ort)
Alagoa Grande är en ort i Brasilien.   Den ligger i kommunen Alagoa Grande och delstaten Paraíba, i den östra delen av landet, 1 600 kilometer nordost om huvudstaden Brasília. Alagoa Grande ligger 334 meter över havet och antalet invånare är 16 406.
Terrängen runt Alagoa Grande är kuperad åt nordväst, men åt sydost är den platt. Alagoa Grande är det största samhället i trakten.
Omgivningarna runt Alagoa Grande är huvudsakligen savann. Runt Alagoa Grande är det ganska tätbefolkat, med 52 invånare per kvadratkilometer.